# Brewiarz
Brewiarz (łac. breviarium = „skrót”) – w chrześcijaństwie księga liturgiczna do odprawiania liturgii godzin, czyli codziennej modlitwy Kościoła.

## Znaczenie terminu „brewiarz” i historia brewiarza
W pierwotnym chrześcijaństwie celebracja liturgii godzin miała charakter wspólnotowy, a potrzebne teksty znajdowały się w kilku różnych księgach (m.in. psałterzu i antyfonarzu). W XI wieku, w związku z pojawieniem się praktyki osobistego odmawiania godzin kanonicznych, pojawiają się skrócone (łac. brevis – krótki, stąd breviarium) księgi, które można było zabrać ze sobą. Do rozpowszechnienia skróconej formy księgi przyczyniły się też zakony żebracze, jak franciszkanie. Po Soborze Trydenckim (1545–1563) wydano oficjalną wersję pod nazwą Breviarium Romanum. Po Soborze Watykańskim II nazwą oficjalnego modlitewnika liturgii rzymskiej stała się Liturgia Horarum (Liturgia Godzin), ale w wielu językach (w tym po polsku) w praktyce nierzadko książkę tę nazywa się ciągle brewiarzem.

## Praktyka użycia

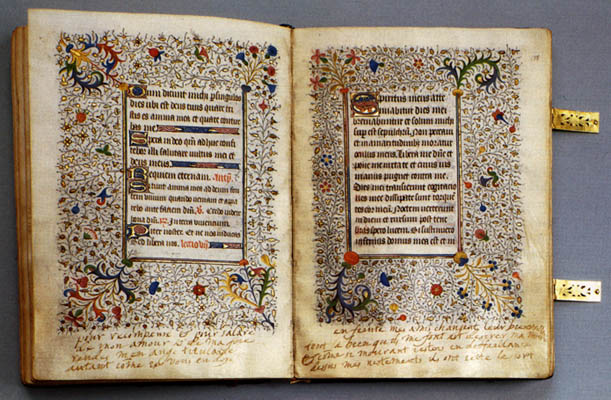
Osobisty brewiarz Marii I Stuart

Liturgia godzin jest obowiązkowa dla księży, biskupów, a także diakonów i większości osób konsekrowanych (zakonnic, zakonników i członków instytutów świeckich). Ponadto często jest także dobrowolnie praktykowana przez wiernych świeckich.  
Jest podzielony na poszczególne okresy liturgiczne. Zawiera teksty modlitw, psalmów, hymnów. 
Brewiarz odmawiany jest przez kapłanów i zakonników w ustalonych porach dnia, którym odpowiadają kolejne godziny kanoniczne (poniżej w układzie Liturgii Godzin): 
- Godzinę Czytań (officium lectionis);
- jutrznię (laudes matutinae);
- modlitwę w ciągu dnia: przedpołudniową (tertia), południową (sexta) i popołudniową (nona);
- nieszpory (vesperae);
- kompletę (completorium)[4].

W układzie Breviarium Romanum godzinie czytań odpowiadało matutinum, które zasadniczo było modlitwą nocną (godzinę czytań można odmówić o dowolnej porze), a ponadto między jutrznią a tercją znajdowała się pryma.
Duchowieństwo diecezjalne oraz wszystkie zakony niemonastyczne (wyjątek stanowią mnisi paulini) posługują się rzymską wersją Liturgii Godzin, z psałterzem rozpisanym na cykl czterotygodniowy. Zakony monastyczne oparte na Regule św. Benedykta, mają swój własny brewiarz, tzw. Monastyczną Liturgię Godzin z dwutygodniowym psałterzem. Breviarium Romanum ma psałterz rozpisany w całości na jeden tydzień.

## Polskie wydania brewiarza

### Czterotomowe wydanie Pallottinum

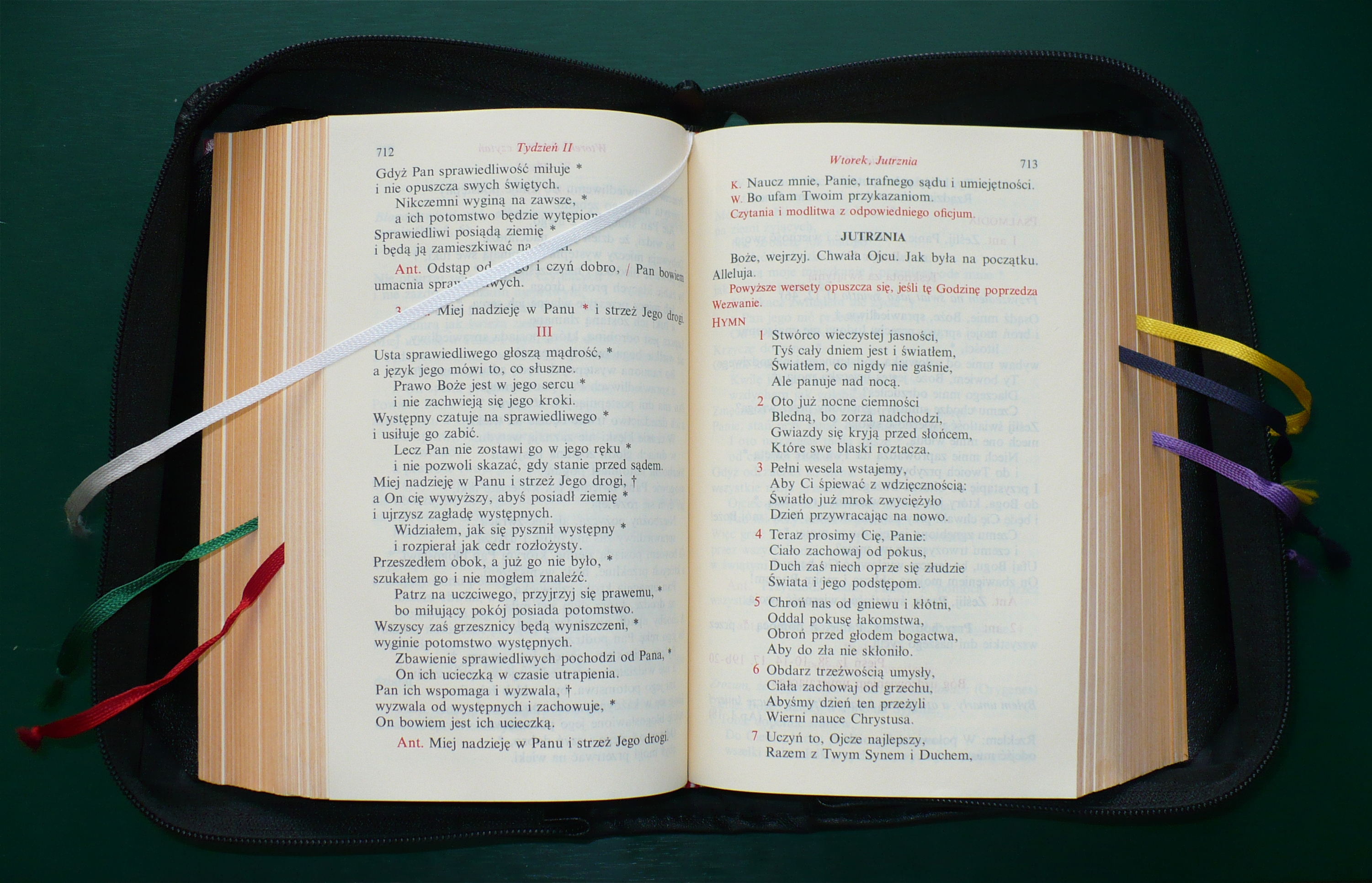
III tom Brewiarza (wydanie czterotomowe)

Pierwsze w Polsce wydanie kompletnej Liturgii godzin zawarte zostało w wydaniu czterotomowym Liturgia godzin. Codzienna modlitwa Ludu Bożego wydawnictwa Pallottinum.
- tom I Okres Adwentu. Okres Narodzenia Pańskiego, wyd 2. poprawione, ISBN 83-7014-523-X, Poznań 2006.
- tom II Wielki Post. Okres wielkanocny, ISBN 83-7014-014-9, Poznań 1984.
- tom III Okres zwykły tygodnie I-XVII, ISBN 83-7014-194-3, Poznań 1987.
- tom IV Okres zwykły tygodnie XVIII-XXXIV, ISBN 83-7014-081-5, Poznań 1988.

oraz
- tom dodatkowy (wakacyjny) Okres zwykły tygodnie IX-XXVII, ISBN 83-7014-428-4, Poznań 2002.
- dodatkowe teksty o świętych Liturgia Godzin. Dodatkowe teksty o świętych. Tom I-IV, ISBN 978-83-7014-781-5, Poznań 2017.

### Pięciotomowe wydanie franciszkańskie

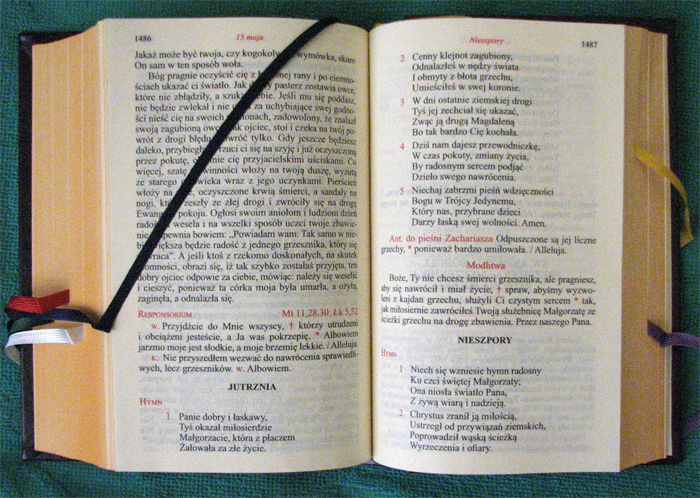
Brewiarz franciszkański

Wzorując się na włoskim wydaniu czterotomowym Rodziny franciszkańskiej, polskie Zakony franciszkańskie podjęły w 2013 dzieło publikacji własnego wydania pięciotomowego, zawierającego teksty liturgiczne na wspomnienia franciszkańskich świętych i błogosławionych oraz modlitwy ze skarbca duchowości franciszkańskiej (m.in. litanie do św. Franciszka i św. Antoniego). W każdym tomie znajduje się kalendarz liturgiczny Zakonów Franciszkańskich w Polsce. Wydanie to ukazuje się staraniem wrocławskiego Wydawnictwa Św. Antoniego. Druk w drukarni Wydawnictwa Pallottinum. Ukazało się pięć tomów:
- tom I Liturgia godzin zakonów franciszkańskich w Polsce. Okres Adwentu. Okres Bożego Narodzenia, ISBN 978-83-63084-17-2, Wrocław 2013.
- tom II Liturgia godzin zakonów franciszkańskich w Polsce. Okres Wielkiego Postu. Okres Wielkanocny, ISBN 978-83-63084-19-6, Wrocław 2013.
- tom III Liturgia godzin zakonów franciszkańskich w Polsce. Okres zwykły: tygodnie 1-11, ISBN 978-83-63084-20-2, Wrocław 2014.
- tom IV Liturgia godzin zakonów franciszkańskich w Polsce. Okres zwykły: tygodnie 12-23, ISBN 978-83-63084-21-9, Wrocław 2014.
- tom V Liturgia godzin zakonów franciszkańskich w Polsce. Okres zwykły: tygodnie 24-34, ISBN 978-83-63084-22-6, Wrocław 2014.